# José Antonio Benítez Solís
José Antonio Benítez Solís   (Barcelona, 29 de gener de 1975) és un expilot de trial català. Després d'haver guanyat dos campionats estatals en categories inferiors, l'any 1994 va guanyar el Campionat d'Europa amb la motocicleta italiana Beta.
Malgrat estar retirat de l'alta competició, segueix competint en tota mena de trials, activitat que compagina amb la direcció del seu negoci familiar, Motos JAB, a Mataró.

## Palmarès internacional
| Any  | Motocicleta  | C. del Món outdoor | C. del Món indoor | Altres                 |
| ---- | ------------ | ------------------ | ----------------- | ---------------------- |
| 1991 | Gas Gas      | -                  | -                 | Campió d'Esp. Júnior   |
| 1992 | Gas Gas/Beta | -                  | -                 | Campió d'Esp. Sènior B |
| 1993 | Montesa/Beta | 18è                | -                 |                        |
| 1994 | Beta         | 18è                | 18è               | Campió d'Europa        |
| 1995 | Gas Gas      | 15è                | 17è               |                        |
| 1996 | Gas Gas      | 20è                | -                 |                        |